# Rockstars du Moyen Âge
Singles de Francis Cabrel
À l'aube revenant
Pistes de À l'aube revenant
Fort Alamour Peuple des fontaines
Rockstars du Moyen Âge est une chanson de Francis Cabrel, 6e piste de l'album À l'aube revenant, sorti en 2020.
Sortie en single au mois de novembre 2021, cette chanson a la particularité d'être en partie chantée en occitan. Inspirée par Claude Sicre, Francis Cabrel l'a aussi écrite et chantée avec l'aide précieuse de son ami Jean Bonnefon du groupe occitan Peiraguda. Si ce n'est pas la première fois que Francis Cabrel chante en occitan, c'est en revanche la première fois que parait un single de Francis Cabrel dans cette langue (au moins, en partie).
Le texte de la chanson fait explicitement référence aux Troubadours, poètes médiévaux de langue d'oc.
La vidéo du single est un enregistrement sur scène au cours de la tournée 2021 Trobador Tour. Ladite vidéo ayant passé rapidement le cap des 100 000 vues sur YouTube (plus de 300 000 vues deux ans après sa sortie), et bien que ce soit un score relativement modeste pour une chanson en français de Francis Cabrel (elle est de fait moitié en occitan, moitié en français), cela fait que cette chanson est devenue l'une des chansons occitanes les plus populaires des années 2020.